# Саня Лопес
Саня Лопес (англ. Sanya Lopez, род. 6 августа 1996, Малолос, Центральный Лусон, настоящее имя Шайра Ленн Осуна Роберто (англ. Shaira Lenn Osuna Roberto)) — филиппинская актриса. Она добилась национальной известности благодаря роли Данаи в телесериале «Энкантадия», которую она воплотила в общей сложности в 218 эпизодах, и роли Анжелы Алонсо в 164 эпизодах в «Хаплосе».

## Биография
Она выросла со своим старшим братом Яком Роберто в Малолосе, Булакан. Она дочь Марлин Роберто и Рамиля Роберто. В 1997 году её отец умер от сердечного приступа. В 14 лет Лопес познакомилась с телепродюсером и менеджером Германом Морено, которого считала отцом. Позже Морено дал ей сценический псевдоним Саня.
Благодаря связям Морено Лопес сделала шаг в телевизионный бизнес. Впервые она получила известность благодаря съёмкам в телесериале «Сводные сёстры». Её национальный прорыв произошёл с телесериалами Encantadia, Haplos, Cain at Abel и Dahil sa pag-ibig.